# Iglesia de San Martín (Crivillén)
La iglesia de San Martín es una iglesia de Crivillen

## Historia
Fue construida en el siglo XVII.

## Descripción
De estilo barroco, tiene planta basilical, con tres naves de igual altura.